# روبرت أ. جونسون
روبرت أ. جونسون (بالإنجليزية: Robert A. Johnson)‏ هو عالم نفس وكاتب أمريكي، ولد في 26 مايو 1921 في بورتلاند في الولايات المتحدة، وتوفي في 12 سبتمبر 2018 في سان دييغو في الولايات المتحدة.